# Malachodendron
Malachodendron là một chi thực vật có hoa trong họ Theaceae.

## Loài
Chi Malachodendron gồm các loài: